# Arteria pterigopalatina
Se origina en la arteria maxilar, de su origen se dirige hacia atrás, atraviesa el conducto pterigopalatino y llega a la parte más alta de la mucosa de la faringe donde la irriga

## Recorrido
Es una arteria muy delgada, nace en la fosa pterigopalatina y se dirige hacia la mucosa de la bóveda de la faringe por el conducto palatovaginal (Rouvière).

## Ramas
- Arteria alveolar superior posterior
- Arteria infraorbitaria
- Arteria del conducto pterigoideo

### Rama faríngea
- Arteria palatina descendiente
- Arteria esfenopalatina

- Datos: Q30918054